# Moving
Moving è un singolo della cantante inglese Kate Bush contenuto nell'album di debutto del 1978 The Kick Inside e pubblicato per il mercato giapponese il 6 febbraio 1978.

## Il brano
Moving è un tributo a Lindsay Kemp, già insegnante di David Bowie da cui Kate Bush ha cominciato a prendere lezioni di mimo dopo aver visto le locandine dello spettacolo Flowers.
Moving è stato pubblicato il 6 febbraio 1978 solo in Giappone, con Wuthering Heights sul lato B per promuovere l'album The Kick Inside.
Il brano apre con un campionamento del canto delle balene tratto da Songs of the Humpback Whale, un album realizzato da Roger S. Payne. In un'intervista alla rivista Sounds Kate Bush ha descritto la relazione tra le balene e il movimento.

## Versioni
- 6-feb-1978 – Kate Bush, Moving, 45gg, EMI Music Japan EMR-20417, Giappone, prodotto da Andrew Powell[4]. Questa versione contiene i brani seguenti:

1. Moving – 3:20
2. Wuthering Heights – 4:30

## Musicisti
- Kate Bush – voce
- Stuart Elliott – batteria
- David Paton – basso
- Ian Bairnson – chitarra
- Duncan Mackay – piano elettrico

## Cover
- La cantante di Mandopop Valen Hsu ha incluso una cover del brano nel suo album Lei Hai (Mare di lacrime) del 1996.